# J. Howard Edmondson
J. Howard Edmondson (Muskogee, 1925. szeptember 27. – Edmond, 1971. november 17.) az Amerikai Egyesült Államok szenátora (Oklahoma, 1963–1964).